# Niccolò Jommelli
Niccolò Jommelli (10. září 1714, Aversa – 25. srpna 1774, Neapol) byl italský hudební skladatel.

## Život
Jommelli se narodil 10. září 1714 v Averse, malém městečku nedaleko Neapole Antoniu a Margaritě Cristiano Jommelli. Otec byl vcelku prosperující pláteník. Chlapec začal zpívat v chrámovém sboru místní katedrály. Tam si jeho talentu povšiml sbormistr Canon Muzzillo a zařídil přijetí chlapce ve věku devíti let na konzervatoř sv. Onofria (Conservatorio di Santo Onofrio) v Neapoli. Studoval u Ignazia Prota a Francesca Feo. Po třech letech přešel na Conservatorio di Santa Maria della Pietà dei Turchini, kde se jeho učiteli stali Francesco Nicola Fago a Leonardo Leo.
Jeho první opera, komedie „L’Errore Amoroso“, měla premiéru v zimě roku 1737 v Neapoli v Teatro Nuovo a měla značný úspěch.
První vážnou operou byla „Ricimero rè de’ Goti“ provedená v římském divadle Argentina na počátku roku 1740. Tato opera silně zaujala Henry Benedicta, vévodu z Yorku. Benedict se stal později kardinálem a jeho přímluvou si skladatel získal i přízeň Vatikánu. V průběhu čtyřicátých let zkomponoval Jomelli neuvěřitelnou řadu oper, které byly uváděny ve všech hlavních hudebních centrech Itálie (Bologna, Benátky, Turín, Padova, Ferrara, Lucca, Parma a samozřejmě Neapol a Řím.

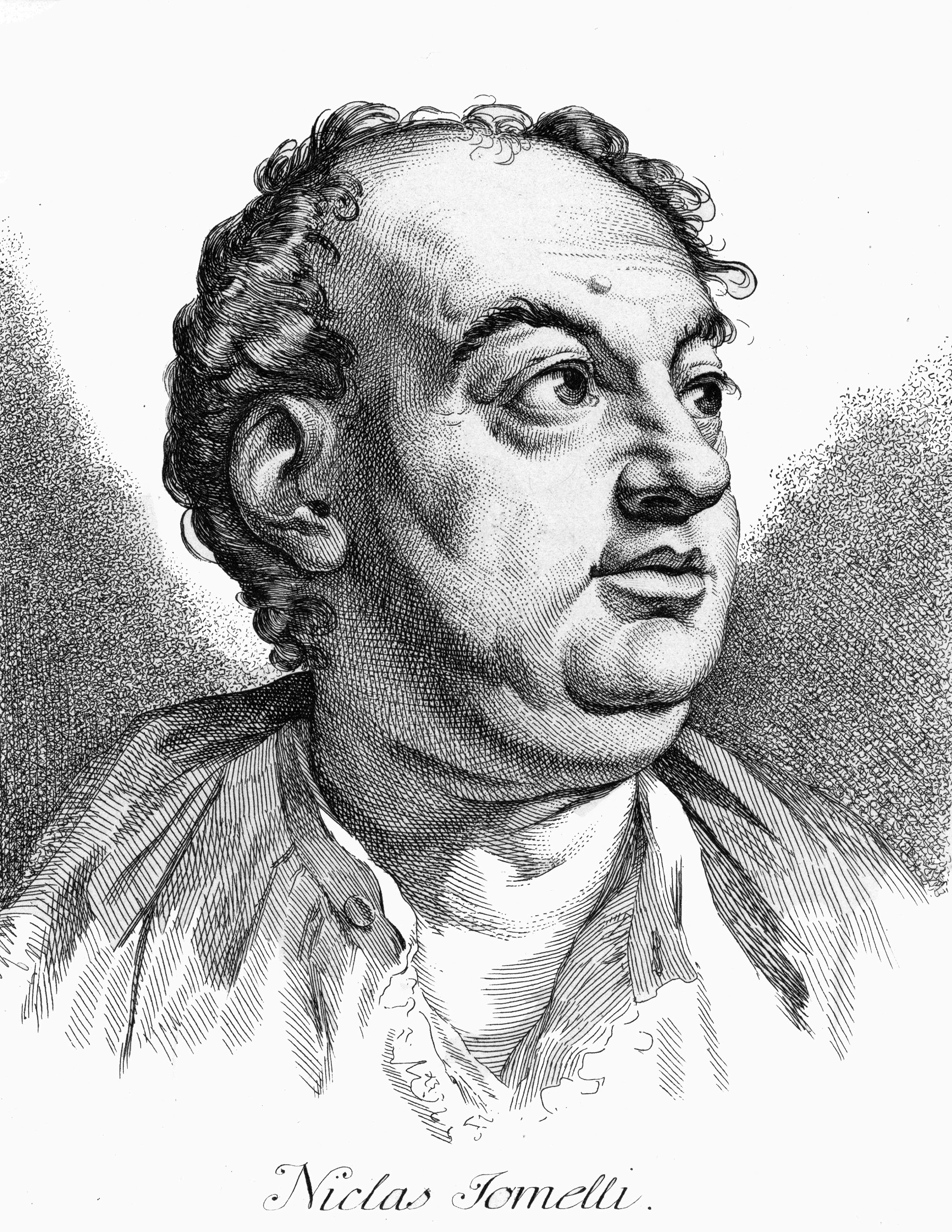
Niccolò Jommelli

V průběhu uvedení svých oper v Bologni se stal na nějaký čas žákem Padre Martiniho, patrně v té době nejvyšší hudební autority Itálie. Odtud se datuje i rozsáhlé dílo v oblasti chrámové hudby. První známou skladbou tohoto druhu je chvalozpěv „Sicut Erat“, pětihlasá fuga a cappella. Na přímluvu Johanna Adolfa Hasse byl jmenován kapelníkem Ospedale degl’ Incurabili v Benátkách. V této době vznikla čtyři oratoria („Isacco figura del Redentore“, „La Betulia liberata“, „Joas“, "Juda proditor“), nejméně dvě mše, Te Deum, řada motet a žalmů.
V roce 1748 byl pozván do Vídně, kde s mimořádným úspěchem uvedl operu „Didone“. Císařovna Marie Terezie jej zahrnula svou přízní i dary a zde se také seznámil s vynikajícím básníkem a operním libretistou Pietrem Metastasiem, který se stal autorem libret mnoha jeho oper.
Na rok 1750 byl papežem Benediktem XIV. vyhlášen Svatý rok, který v křesťanské tradici znamená, že kdo v tomto roce navštíví baziliku sv. Petra v Římě, dosáhne úplného odpuštění hříchů. Tato událost vždy znamená velký příliv návštěvníků Říma i obrovskou příležitost pro výkonné umělce. Jomellimu se podařilo dosáhnout jmenování asistentem kapelníka největšího křesťanského chrámu. Toto místo zastával po následující čtyři roky.
Po krátké zastávce ve Vídni se roku 1753 stal kapelníkem vévody Karla Eugena Würtemberského ve Stuttgartu. V tomto období slavil největší úspěchy a vytvořil svá nejcennější díla. Jeho opery byly prováděny ve vévodově paláci v Ludwigsburgu. Zde jej také v roce 1763 navštívil Wolfgang Amadeus Mozart se svým otcem Leopoldem.
Do Neapole se vrátil až v roce 1768. Obdržel mimořádnou nabídku od portugalského krále Josefa I., aby přijel do Portugalska a komponoval opery pro portugalský dvůr. Přes vysokou finanční nabídku se Jommelli omluvil chatrným zdravím. Král pak přesto přiznal skladateli vysokou rentu za to, že obdrží kopie všech jeho děl.
Toto stipendium mu umožnilo usadit se v Averse a zcela se věnovat kompozici.
V té době však již byla v Neapoli mnohem populárnější opera buffa než vážná Jomelliho opera seria a premiéry jeho děl se již nesetkávaly s tak jednoznačným přijetím.
V roce 1771 zcela propadla jeho opera „Ifigenia“ a Jommeli se zcela vzdal komponování oper s výjimkou přepracování svých starších děl pro uvedení v Portugalsku.
V roce 1771 utrpěl vážnou mozkovou příhodu, po níž byl částečně paralyzován. V práci však pokračoval až do své smrti. Soustředil se již zcela na duchovní hudbu a jeho Miserere je považováno za skladatelův mistrovský kus.
Dalšímu záchvatu mrtvice podlehl v Neapoli 25. srpna 1774.

## Dílo
Jommeli zkomponoval řadu kantát, oratorií a další sakrální hudby. Nejdůležitější částí jeho díla jsou však opery. V žánru opery seria vytvořil okolo šedesáti děl, z valné části na libreta Pietra Metastasia.
Ve svých operách se koncentroval více na příběh a dramatickou složku než na virtuositu pěveckých partů, čímž převyšoval většinu současníků, příslušníků neapolské operní školy. Obohatil operu o rozsáhlé ansámblové a sborové party a po vzoru francouzské opery a skladatelů jako byl např. Jean-Philippe Rameau, často zařazoval baletní intermezza. Instrumentace jeho děl je mnohem bohatší, orchestr využíval více dechových nástrojů. Rovněž stejně jako Johann Adolf Hasse nebo Christoph Willibald Gluck častěji psal recitativy s doprovodem orchestru a nikoliv pouze cembala, jak bylo v té době zvykem.

### Opery
1. L'errore amoroso (1737, Neapol)
2. Odoardo (1738, Neapol)
3. Ricimero rè de' Goti (1740, Řím)
4. Astianatte (1741, Řím)
5. Ezio (1741, Bologna)
6. Merope (1741, Benátky)
7. Semiramide riconosciuta (1741, Turín)
8. Don Chichibio (1742, Řím)
9. Eumene (1742, Bologna)
10. Semiramide (1742, Benátky)
11. Tito Manlio (1743, Turín)
12. Demofoonte (1743, Padova)
13. Alessandro nell'Indie (1744, Ferrara)
14. Ciro riconosciuto (1744, Bologna)
15. Sofonisba (1746, Benátky)
16. Cajo Mario (1746, Řím)
17. Antigono (1746, Lucca)
18. Tito Manlio (1746, Benátky)
19. Ciro riconosciuto (1747, ?)
20. Didone abbandonata (1747, Řím)
21. Componimento drammatico (1747, Řím)
22. Eumene (1747, Neapol)
23. L'amore in maschera (1748, Neapol)
24. Ezio (1748, Neapol)
25. La cantata e disfida di Don Trastullo (1749, Řím)
26. Artaserse (1749, Řím)
27. Demetrio (1749, Parma)
28. Achille in Sciro (1749, Vídeň)
29. Didone abbandonata (1749, Vídeň)
30. Ciro riconosciuto (1749, Benátky)
31. Ciro riconosciuto (1751?, Pisa?)
32. Cesare in Egitto (1751, Řím)
33. Cajo Mario (1751, Bologna)
34. La villana nobile (1751, Palermo)
35. Ifigenia in Aulide (1751, Řím)
36. Componimento drammatico (1751, Ronciglione)
37. L'uccellatrice (1751, Benátky)
38. Ipermestra (1751, Spoleto)
39. Talestri (1751, Řím)
40. I rivali delusi (1752, Řím)
41. Demofoonte (1753, Milán)
42. Attilio Regolo (1753, Řím)
43. Fetonte (1753, Stuttgart)
44. La reggia de' Fati (1753, Milán)
45. La pastorale offerta (1753, Milán)
46. Semiramide riconosciuta (1753, Piacenza)
47. La clemenza di Tito (1753, Stuttgart)
48. Il paratajo [ovvero] La pipée (1753, Paříž)
49. Ifigenia in Aulide [rev] (1753, Neapol)
50. Bajazette (1753, Turín)
51. Lucio Vero (1754, Milán)
52. Don Falcone (1754, Bologna)
53. Catone in Utica (1754, Stuttgart)
54. Il giardino incanto (1755, Stuttgart)
55. Pelope (1755, Stuttgart)
56. Enea nel Lazio (1755, Stuttgart)
57. Artaserse (1756, Stuttgart)
58. Creso (1757, Řím
59. Temistocle (1757, Neapol)
60. Tito Manlio (1758, Stuttgart)
61. Ezio (1758, Stuttgart)
62. L'asilo d'amore (1758, Stuttgart)
63. Endimione ovvero Il trionfo d'amore (1759, Stuttgart)
64. Nitteti (1759, Stuttgart)
65. Alessandro nell'Indie (1760, Stuttgart)
66. Cajo Fabrizio (1760, Mannheim)
67. L'Olimpiade (1761, Stuttgart)
68. L'isola disabitata (1761, Ludwigsburg)
69. Semiramide riconosciuta (1762, Stuttgart)
70. Didone abbandonata (1763, Stuttgart)
71. Il trionfo d'amore (1763, Ludwigsburg)
72. Demofoonte (1764, Stuttgart)
73. Il re pastore (1764, Ludwigsburg)
74. La pastorella illustre (1764, Ludwigsburg)
75. Le cinesi (1765, Ludwigsburg)
76. La clemenza di Tito (1765, Ludwigsburg)
77. Demofoonte [rev 1764] (1765, Ludwigsburg)
78. Temistocle (1765, Ludwigsburg)
79. Imeneo in Atene (1765, Ludwigsburg)
80. La critica (1766, Ludwigsburg)
81. Enea nel Lazio (1766, Ludwigsburg)
82. Vologeso (1766, Ludwigsburg)
83. Il matrimonio per concorso (1766, Ludwigsburg)
84. Il cacciatore deluso [ovvero] La Semiramide in bernesco (1767, Tübingen)
85. Pelope [rev] (1768, Salvaterra)
86. Fetonte (1768, Ludwigsburg)
87. L'unione coronata (1768, Solitude)
88. La schiava liberata (1768, Ludwigsburg)
89. Vologeso [rev.] (1769, Salvaterra)
90. Il re pastore [rev.] (1770, Salvaterra)
91. Il matrimonio per concorso [rev] (1770 Salvaterra)
92. La schiava liberata [rev.] (1770 Lisabon)
93. Armida abbandonata (1770, Neapol)
94. Nitteti [rev.] (1770, Lisabon)
95. Demofoonte (1770, Neapol)
96. L'amante cacciatore (1771, Řím)
97. Il cacciatore deluso [rev.] (1771, Salvaterra)
98. Achille in Sciro (1771, Řím)
99. Le avventure di Cleomede (1771, ?)
100. Ifigenia in Tauride (1771 Neapol)
101. La Griselda (?)
102. Misera, dove mai (?)
103. La partenza (?)
104. La pellegrina (?)

### Další skladby
- 15 oratorií
- 18 mší
- pašije
- 2 serády
- četná intermezza, pastorale, kantáty, žalmy a moteta
- 4 koncerty
- sonáty a komorní hudba